# オレグ・サフォーノフ
オレグ・アレクサンドロヴィチ・サフォーノフ（Олег Александрович Сафонов、Oleg Aleksandorovich Safonov、1960年8月24日 - ）は、ロシアの官僚、政治家。ソ連国家保安委員会（KGB）出身のシロヴィキ。
1982年モスクワのソ連国家保安委員会（KGB）高級学校を卒業し、1991年までKGB勤務。KGB時代に東独に赴任し、ドレスデンでウラジーミル・プーチンと任務を共にしたとされる。 1991年から1994年までサンクトペテルブルク市役所に入り、プーチンの下、対外関係委員会で勤務した。1996年11月14日ロシア連邦内務省に移り、次官となる。2007年10月30日プーチン大統領によって極東連邦管区大統領全権代表に任命された。 サフォーノフの夫人は、プーチン大統領補佐官で、シロヴィキの総帥格であるヴィクトル・イワノフの娘といわれる。
2008年（平成20年）2月14日函館を訪問し西尾正範市長と会談している。
2009年4月30日、極東連邦管区大統領全権代表を解任された。現在はロシア連邦安全保障会議メンバー、ロシア連邦大統領評議会付属国家プロジェクト人口統計委員会メンバー。

## 参照
1. ↑  Новости NEWSru.com :: Полпредом президента в Дальневосточном округе назначен Олег Сафонов
2. ↑  Itar-Tass
3. ↑  Àíòèêîìïðîìàò.Ðó. Ñàôîíîâ Îëåã
4. ↑  西尾市長がロシア全権代表に大統領の訪問要請